# Non-recurring engineering costs
Als non-recurring engineering costs (NRE) bezeichnet man den Bestandteil der Fixkosten, der einmalig auftritt (Einmalkosten). 
Im Geschäftsfeld der Mikroelektronik sind damit die Aufwände für die Herstellung der Fotomasken, einzelner Muster, Layout, Erstellung des Testprogramms und der Testvorbereitung gemeint. Die NRE-Kosten werden insbesondere beim Vergleich der ASIC-Herstellungsmethoden „Full Custom“, „Standard Cell“, „Gate Array“ und FPGA herangezogen. Die NRE-Kosten sind bei den beiden zuerst genannten gleich hoch, bei der Verwendung von Gate-Array-Halbzeugen entfällt ein Großteil der Aufwendungen für Masken und Layout, während die NRE-Kosten bei der Verwendung von FPGAs als eigenständiger Rechnungsposten gänzlich verschwinden. Bei der Verwendung von programmierbarer Logik (PLD) sind die NRE-Kosten des Herstellers auf die Stückkosten des PLD-Käufers umgelegt.
Bei Mechanikteilen aus Gussprozessen fällt das Design des Werkzeugs unter die NRE; die Herstellkosten des Werkzeugs werden separat ausgewiesen.